# Архимандрит Иринеј (Вујановић)
Иринеј (световно Вељко Вујановић; Гомирје, 2. јануар 1878 — Стопања, 8. април 1961) био је српски игуман Манастира Велуће (1920—1922) и Манастира Пећке патријаршије (1922—1960).

## Биографија
Архимандрит Иринеј (Вујановић) рођен је у селу Гомирју код истоименог манастира у Горском котару 2. јануара 1878. године. Основну школу и нижу гимназију завршио је у свом родном завичају.
Замонашио се 22. новембра 1898. године у Манастиру Велуће код Трстеника. Рукоположен је у чин јерођакона 3. фебруара 1899. године у Манастиру Студеници а у чин јеромонаха 8. јуна 1899. године у чачанској цркви. Школовање је наставио на Богословији у Призрену од 1902. до 1903. године.
Старешина Манастира Велуће постао је 1. новембра 1908. године. Игуман истог манастира био је од 1920. до 1922, а почетком 6. децембра 1922. године је игуман и старешина Пећке Патријаршије све до 1960. године. За архимандрита произведен је фебруара 1925. године у Саборној цркви у Београду.
Једно време био је и сабрат Подворја СПЦ у Москви. Говорио је руски.
Упокојио се 8. априла 1961. године, изван манастира у породици Драга Савића у Стопањи код Трстеника.
Сахрањен је 9. априла 1961. године у Манастиру Пећка патријаршија.